# Elfajult meder

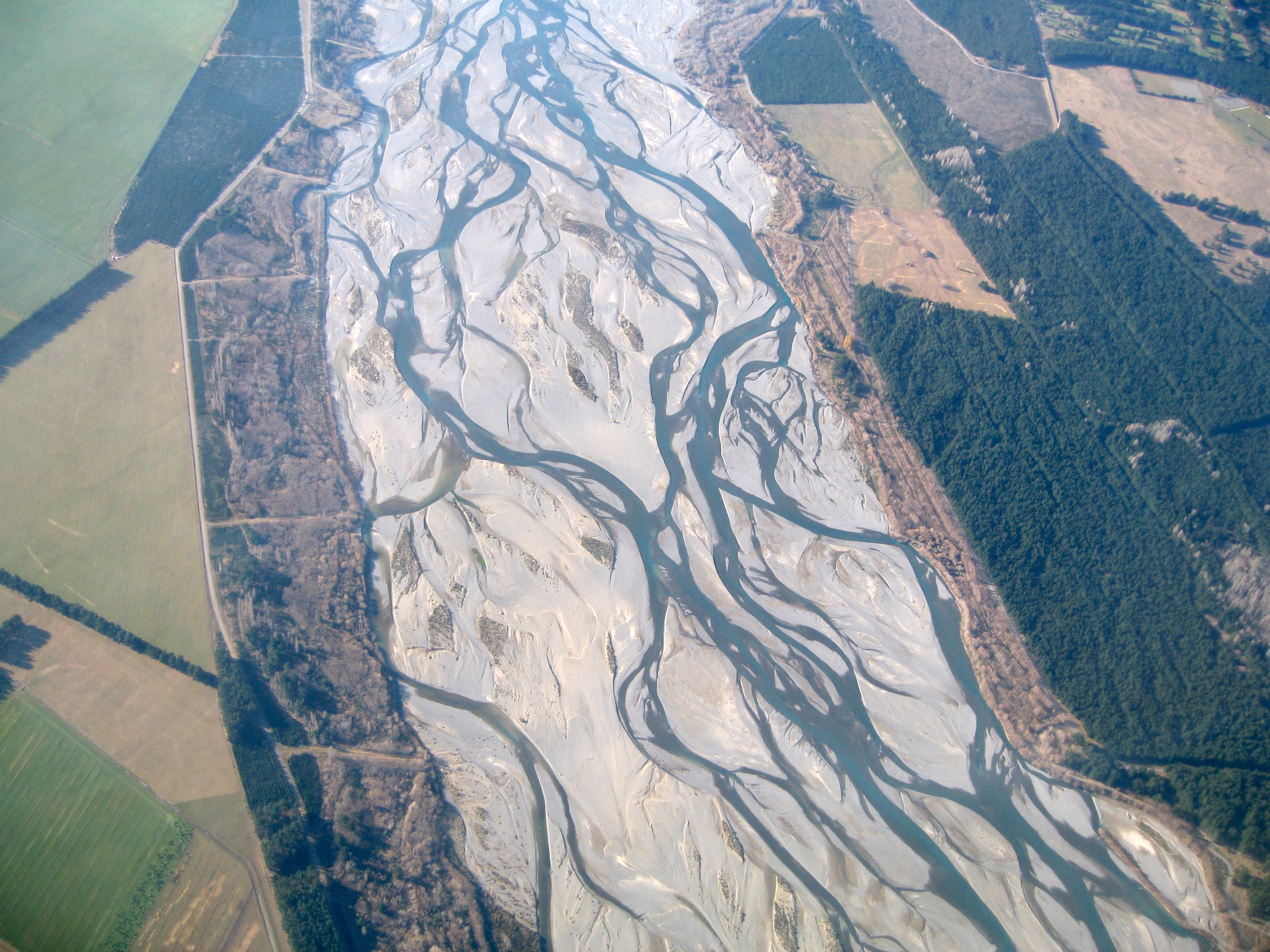
a Waimakariri-folyó (Új-Zéland) elfajult medre

Elfajult medernek azt a jelenséget nevezzük, amikor egy folyó a medrében felhalmozódó nagy mennyiségű hordalék miatt ágakra szakadozik és a maga építette számtalan apró sziget között halad tovább. Sem a medrek, sem a szigetek nem állandóak, sokszor a kialakulás és a pusztulás közötti idő annyira rövid, hogy a növényzet sem képes megtelepedni a szigeteken. Az ilyen típusú folyóban nincs főmeder, a vízmélység igen csekély és már a kisebb vízhozam-emelkedés is árvízként jelentkezik.

## Keletkezés
Elfajult medrek ott alakulnak ki, ahol a folyó hirtelen veszíti el hordalékszállító képességét, így az addig szállított anyagmennyiség leülepszik. Ennek oka lehet, ha a folyam nagy esésű szakasz után síkságra érkezik, vagy tölcsértorkolatok közelében, ahol az árapály váltakozása naponta kétszer is megállítja a folyót. Az elfajulást gyorsítja, ha a folyó nagy mennyiségű hordalékot szállít, ha a rendszeresen és nagy mértékben változik a vízhozam, vagy ha a meder anyagát a víz könnyen pusztítja. 
A folyómeder azonban csak bizonyos határokon belül változik állandóan. Az elfajult területnek viszonylag éles határai vannak, a folyam ezen belül változtatja helyzetét. Az elfajult meder lehetetlenné teszi a hajózást és megnehezíti a hidak építését. 

## Előfordulás
A magashegységek környezetében szinte bizonyosan elfajult medrek találhatóak, de sok elfajult folyó van arid és félszáraz területeken. Magyarországon csupán a Duna szigetközi szakasza nevezhető elfajultnak.

## Fordítás
- Ez a szócikk részben vagy egészben a Braided river című német Wikipédia-szócikk ezen változatának fordításán alapul.  Az eredeti cikk szerkesztőit annak laptörténete sorolja fel. Ez a jelzés csupán a megfogalmazás eredetét és a szerzői jogokat jelzi, nem szolgál a cikkben szereplő információk forrásmegjelöléseként.